# Altona (Nowy Jork)
Altona – miasto w Stanach Zjednoczonych, w stanie Nowy Jork, w hrabstwie Clinton.